# World Power
World Power is het debuutalbum van de Duitse eurodance- en rap-groep Snap! Het album werd op 15 mei 1990 uitgebracht en telt acht nummers.

## Beschrijving
Het album bevat de internationale hit "The Power" die in 1990 de eerste plek bereikte in de hitlijsten van Nederland en het Verenigd Koninkrijk.
Ook werden de nummers "Ooops Up" en "Mary Had a Little Boy" uitgebracht als single.
World Power kwam in Nederland op de elfde plek in de Album Top 100 en ontving goud.

## Nummers
Het album bevat de volgende nummers:
| 1.                 | The Power                                  | 5:44 |
| 2.                 | Ooops Up                                   | 6:42 |
| 3.                 | Cult of Snap                               | 5:21 |
| 4.                 | Believe the Hype                           | 4:50 |
| 5.                 | I'm Gonna Get You (To Whom It May Concern) | 5:20 |
| 6.                 | Witness the Strength                       | 4:57 |
| 7.                 | Mary Had a Little Boy                      | 4:53 |
| 8.                 | Blasé Blasé                                | 4:30 |
| Totale duur: 52:53 |                                            |      |

Op een heruitgave zijn de volgende twee nummers toegevoegd:
- "Only Human" (3:11)
- "The Power (Jungle Fever Mix)" (7:23)

## Medewerkers
- Benito Benites (Michael Münzing) - productie
- John Garrett III (Luca Anzilotti) - productie
- Turbo B (Durron Butler) - vocalen, raps
- Penny Ford - vocalen
- Thea Austin - vocalen
- Mark Spoon - fotografie